# Acta Records
Acta Records was een Amerikaans platenlabel uit Hollywood (Californië) dat bestond van 1967 tot 1969. Het was een sublabel van Dot Records voor Top-40 pop en rock. De eerste groep die bij het label tekende was The American Breed. Van hun single "Bend Me, Shape Me" werden meer dan een miljoen exemplaren verkocht. Peppermint Trolley Company, Neighb'rhood Childr'n en Bobby Sansom namen ook op voor Acta. Het label verdween in 1969.